# Anne Pashley
Anne Pashley, född 5 juni 1935 i Skegness i Lincolnshire, död 7 oktober 2016, var en brittisk friidrottare.
Pashley blev olympisk silvermedaljör på 4 x 100 meter vid sommarspelen 1956 i Melbourne.